# Dianne Feinstein
Dianne Goldman Berman Feinstein (nacida Dianne Emiel Goldman; San Francisco, 22 de junio de 1933-Washington D. C., 29 de septiembre de 2023) fue una política estadounidense del Partido Demócrata que se desempeñó como alcaldesa de San Francisco entre 1978 y 1988 y como senadora de Estados Unidos por California desde 1992 hasta su muerte en 2023.
Feinstein nació en San Francisco y se graduó de la Universidad de Stanford en 1955 con una Licenciatura en Historia. En la década de 1960, trabajó en el gobierno de la ciudad y fue elegida para formar parte de la Junta de Supervisores de San Francisco en 1969. Fue la primera presidenta de la junta en 1978, momento en el que los asesinatos del alcalde George Moscone y del supervisor de la ciudad Harvey Milk atrajeron atención nacional. Feinstein sucedió a Moscone como alcaldesa de San Francisco y se convirtió en la primera mujer en asumir el cargo. Durante su mandato, dirigió la renovación del sistema de funiculares de la ciudad y supervisó la Convención Nacional Demócrata de 1984. A pesar de un intento fallido de revocatoria en 1983, Feinstein fue una alcaldesa muy popular y la publicación City & State la consideró como la alcaldesa más eficaz del país en 1987.
Después de perder una carrera para gobernadora en 1990, Feinstein ganó una elección especial para el Senado de los Estados Unidos en 1992. La elección especial fue provocada por la renuncia de Pete Wilson, quien la derrotó en las elecciones para la gobernación. A pesar de haber sido elegida en la misma cédula que su compañera Barbara Boxer, Feinstein se convirtió en la primera mujer senadora estadounidense de California, al ser elegida en una elección especial y prestar juramento antes que Boxer. Fue elegida por primera vez en la misma, y las dos se convirtieron en las primeras mujeres senadoras norteamericanas por California. Se convirtió en la senadora senior del estado cuando Alan Cranston se jubiló en enero de 1993. Feinstein ha sido reelegida cinco veces desde entonces, y en las elecciones de 2012 recibió 7,86 millones de votos, la mayor cantidad de votos de cualquier elección para el Senado de los Estados Unidos en la historia.
Feinstein fue la autora de la Prohibición Federal de Armas de Asalto de 1994, que expiró en 2004. En 2013, presentó un nuevo proyecto de ley de armas de asalto que no se aprobó. Feinstein es la primera mujer que ha presidido la Comisión de Reglas del Senado y la Comisión de Inteligencia del Senado, así como la única mujer que ha presidido una investidura presidencial en los Estados Unidos. Fue miembro principal de la Comisión de Justicia del Senado (2017-2021) y presidió la Asamblea Internacional de Control de Narcóticos (2009-2015).
A la fecha de su muerte, era la senadora estadounidense en ejercicio y miembro del Congreso de mayor edad. En marzo de 2021, se convirtió en la senadora estadounidense por California con más años en el cargo, superando a Hiram Johnson. Tras la muerte de Don Young, se convirtió en la miembro más antigua del Congreso. Luego de la jubilación de Barbara Mikulski en enero de 2017, Feinstein se convirtió en la miembro del Senado con más antigüedad, y el 5 de noviembre de 2022, superó el récord de Mikulski como la senadora con más años en el cargo. Con el retiro de Patrick Leahy, se convirtió en la demócrata del Senado de mayor rango el 3 de enero de 2023. Por tradición, esto la hizo elegible para la presidencia pro tempore del Senado, pero rechazó el puesto, que fue para Patty Murray.
En enero de 2021, Feinstein presentó ante la Comisión Federal de Elecciones la documentación inicial necesaria para buscar la reelección en 2024, cuando hubiese tenido 91 años. Sus ayudantes aclararon más tarde que esto se debió a tecnicismos de la ley electoral y no indicó sus intenciones para 2024. Debido a su edad y reportes sobre su deterioro mental, Feinstein fue un tema frecuente de discusión sobre su agudeza mental y aptitud para ejercer el cargo. El 10 de enero de 2023, la congresista Katie Porter de California anunció su candidatura para el escaño ocupado por Feinstein. Debido a que Feinstein no anunció su candidatura a la reelección, esto fue considerado como una presión para que Feinstein se retire.
Dianne Feinstein falleció el día 29 de septiembre de 2023 a la edad de 90 años, debido a una serie de problemas de salud.
Feinstein sirvió casi 31 años en el senado de Estados Unidos, lo que la convirtió en la mujer senadora con más años en el cargo en la historia de los Estados Unidos.

## Primeros años y educación
Feinstein nació como Dianne Emiel Goldman en San Francisco, de Betty (de soltera Rosenburg), una exmodelo, y Leon Goldman, un cirujano. Los abuelos paternos de Feinstein eran inmigrantes judíos de Polonia. Sus abuelos maternos, la familia Rosenburg, eran de San Petersburgo (Rusia). A pesar de tener ascendencia germano-judía, seguían la fe ortodoxa rusa, lo que era requerido para los judíos residentes en San Petersburgo.
Feinstein se graduó de la Escuela Secundaria Convento del Sagrado Corazón (San Francisco), en 1951, y de la Universidad de Stanford en 1955 con una Licenciatura en Historia.

## Inicios en política
Antes de ser elegida, Feinstein fue nombrada por el entonces gobernador de California Pat Brown para servir como miembro de la Junta de Libertad Condicional de Mujeres de California. Feinstein también fue becaria de la Fundación Coro en San Francisco.

### Presidenta de la Junta de Supervisores de San Francisco

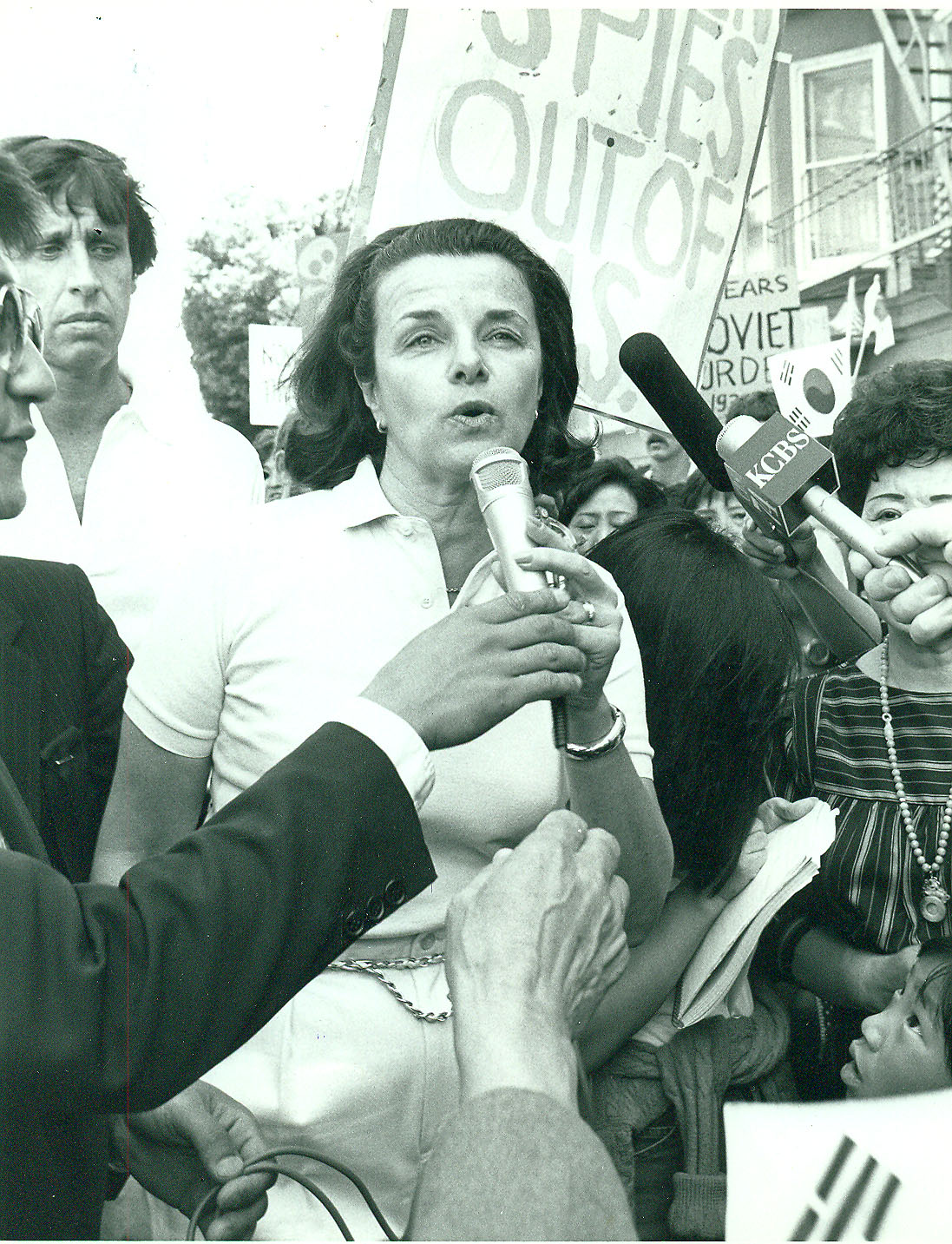
Feinstein habla en un mitin en el barrio chino de San Francisco a finales de la década de 1970 con su futuro esposo, Richard C. Blum (izquierda).

En 1969, Feinstein fue elegida miembro de la Junta de Supervisores de San Francisco, donde permaneció durante nueve años.
Durante su mandato en la Junta de Supervisores, se postuló sin éxito para alcaldesa de San Francisco dos veces: en 1971, contra el alcalde Joseph Alioto; y en 1975, cuando perdió la contienda por entrar a una segunda vuelta (contra George Moscone) por un punto porcentual, ante el supervisor John Barbagelata.
Debido a su posición, Feinstein se convirtió en un objetivo del Nuevo Frente de Liberación Mundial, un grupo anticapitalista y terrorista que llevó a cabo bombardeos en California en la década de 1970. El NWLF colocó una bomba en el vierteaguas de la ventana de la casa de Feinstein, que no llegó a explotar. Más tarde dispararon por las ventanas de una casa de playa de su propiedad.
Fue elegida presidenta de la Junta de Supervisores de San Francisco en 1978 con la oposición inicial de Quentin Kopp.
El 27 de noviembre de 1978, Moscone y el supervisor Harvey Milk fueron asesinados por un político rival, Dan White, quien había renunciado a la Junta de Supervisores dos semanas antes. Feinstein estaba en el ayuntamiento en el momento de los disparos y descubrió el cuerpo de Milk después de escuchar los disparos. Más tarde, ese mismo día, Feinstein anunció que los asesinatos habían ocurrido.
Como presidenta de la Junta de Supervisores tras la muerte de Moscone, Feinstein asumió la alcaldía el 4 de diciembre de 1978.

### Alcaldesa de San Francisco

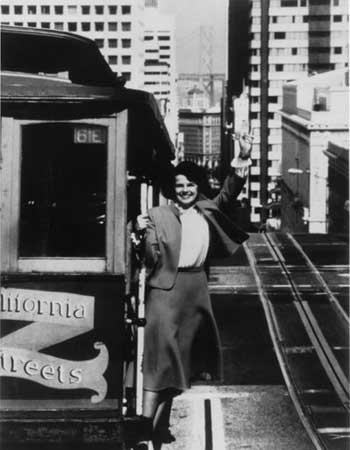
Como alcaldesa de San Francisco, 1978–1988.

Feinstein cumplió el resto del período de Moscone y fue elegida por derecho propio en 1979. Fue reelegida en 1983 y cumplió un segundo período completo.
Uno de sus primeros desafíos como alcaldesa fue el estado del sistema de funiculares de San Francisco, que había sido clausurado por reparaciones de emergencia en 1979; un estudio de ingeniería concluyó que necesitaba una reconstrucción integral a un costo de $60 millones. Feinstein ayudó a ganar fondos federales para la mayor parte del trabajo. El sistema se cerró para su reconstrucción en 1982 y el trabajo se completó justo a tiempo para la Convención Nacional Demócrata de 1984. Feinstein también supervisó las políticas de planificación para aumentar la cantidad de edificios de gran altura en San Francisco.
Feinstein era vista como una demócrata relativamente moderada en una de las ciudades más liberales del país. Como supervisora, fue considerada parte del bloque centrista que incluía a Dan White y en general opositor a Moscone. Como alcaldesa, enojó a la amplia comunidad gay de la ciudad al negarse a marchar en un desfile por los derechos de los homosexuales y al vetar la legislación de las parejas domésticas en 1982. En las elecciones presidenciales de 1980, mientras que la mayoría de los demócratas del Área de la Bahía continuaban apoyando el desafío en primarias del senador Ted Kennedy al presidente Jimmy Carter, incluso después de que estuviese claro que Kennedy no podía ganar, Feinstein fue una firme partidaria de la fórmula Carter-Mondale. En la noche de inauguración de la Convención Nacional Demócrata de agosto, se le otorgó un papel de alto perfil como oradora, e instó a los delegados a rechazar la propuesta de los delegados de Kennedy de "abrir" la convención, permitiendo así a los delegados ignorar el voto popular de sus estados, una propuesta que fue ampliamente derrotada.
En el período previo a la Convención Nacional Demócrata de 1984, hubo una considerable especulación de los medios y del público de que Mondale podría elegir a Feinstein como su compañera de fórmula. Sin embargo, escogió a Geraldine Ferraro en su lugar. También en 1984, Feinstein propuso prohibir las pistolas en San Francisco y quedó sujeta a un intento de revocatoria organizado por el Partido de la Pantera Blanca. Ella ganó la elección de revocatoria y terminó su segundo mandato como alcaldesa el 8 de enero de 1988.
En 1985, en una conferencia de prensa, Feinstein reveló detalles sobre la búsqueda del asesino en serie Richard Ramírez y, al hacerlo, se enemistó con los detectives al revelar demasiados detalles de sus crímenes, afectando su investigación a un delincuente escurridizo.
En 1987, la revista City and State nombró a Feinstein como la "Alcaldesa más eficiente" de la nación. Feinstein sirvió en la Comisión Trilateral durante la década de 1980 mientras era alcaldesa de San Francisco.

### Elección para gobernadora
En 1990, se postuló a una candidatura fallida para gobernadora de California. Aunque ganó la nominación del Partido Demócrata para el cargo, perdió en las elecciones generales ante el senador republicano Pete Wilson, quien dejó su puesto en el Senado para asumir la gobernación. En 1992, se le impuso una multa de $190 000 por no informar correctamente sobre las contribuciones y los gastos de la campaña asociados con esa campaña.

## Carrera en el Senado de los Estados Unidos

### Elecciones

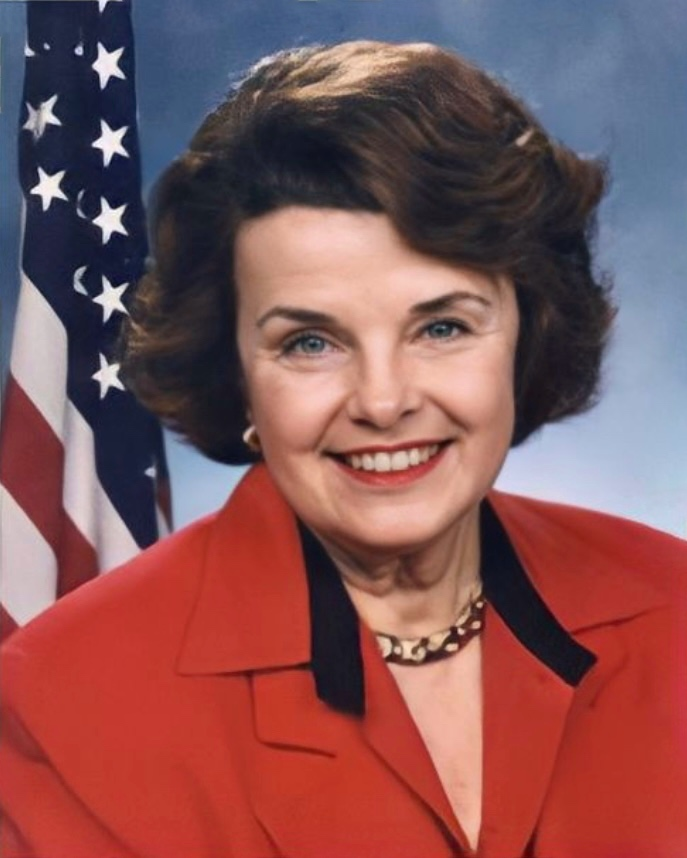
Foto oficial del Senado de 2003.

El 3 de noviembre de 1992, Feinstein ganó una elección especial para ocupar el escaño vacante en el Senado un año antes cuando el senador Pete Wilson renunció para convertirse en gobernador. La elección se llevó a cabo en simultáneo a la elección general para Presidente de los Estados Unidos y otros cargos. Barbara Boxer fue elegida al mismo tiempo para el escaño del Senado vacante por Alan Cranston. Debido a que Feinstein fue elegida para un mandato inconcluso, se convirtió en senadora apenas la elección fue certificada en noviembre, mientras que Boxer no asumirá el cargo hasta el término del mandato de Cranston en enero; así, Feinstein se convirtió en la senadora sénior de California, a pesar de que fue elegida al mismo tiempo que Boxer que tenía servicio congresal previo. Feinstein también se convirtió en la primera senadora judía en los Estados Unidos, aunque Boxer también era judía. Feinstein y Boxer fueron también la primera dupla de senadoras mujeres representantes de un estado al mismo tiempo. Feinstein fue reelegida en 1994, 2000, 2006, 2012, y 2018. En 2012, Feinstein obtuvo el récord de más votos populares en cualquier elección al Senado de los Estados Unidos en la historia, habiendo recibido 7,75 millones de votos. El récord fue anteriormente de su colega de California, Barbara Boxer, quien recibió 6.96 millones de votos en su reelección de 2004.
En octubre de 2017, Feinstein declaró su intención de postular para la reelección en 2018. Feinstein perdió el respaldo de la junta ejecutiva del Partido Demócrata de California, que optó por apoyar al senador estatal Kevin de León en las elecciones de 2018; sin embargo, terminó primera en la "primaria conjunta" del estado y fue reelegida en la elección general del 6 de noviembre de 2018.

### Índices de aprobación
| Fuente                                                                 | Fecha                    | Aprobación | Desaprobación | Indecisión |
| ---------------------------------------------------------------------- | ------------------------ | ---------- | ------------- | ---------- |
| Survey USA                                                             | 17 de enero de 2011      | 43 %       | 48 %          | 10 %       |
| Public Policy Polling                                                  | 2 de febrero de 2011     | 50 %       | 39 %          | 11 %       |
| The Field Poll Archivado el 2 de diciembre de 2019 en Wayback Machine. | 2 de febrero de 2011     | 48 %       | 33 %          | 19 %       |
| The Field Poll                                                         | 21 de junio de 2011      | 46 %       | 31 %          | 23 %       |
| The Field Poll                                                         | 16 de septiembre de 2011 | 41 %       | 39 %          | 20 %       |
| Public Policy Polling                                                  | 16 de noviembre de 2011  | 51 %       | 38 %          | 11 %       |

### Comisiones
- Comisión de Asignaciones
  - Subcomisión de Agricultura, Desarrollo Rural, Administración de Alimentos y Medicamentos, y Agencias Relacionadas
  - Subcomisión de Comercio, Justicia, Ciencia y Agencias Relacionadas
  - Subcomisión de Defensa
  - Subcomisión de Energía y Desarrollo del Agua (Miembro Principal)
  - Subcomisión de Interior, Medio Ambiente y Agencias Relacionadas
  - Subcomisión de Transporte, Vivienda y Desarrollo Urbano y Agencias Relacionadas
- Comisión de Justicia (Miembro Principal, Congreso 115.°)[39]
  - Subcomisión de Crimen y Terrorismo
  - Subcomisión de Inmigración, Seguridad Fronteriza y Refugiados
  - Subcomisión de Privacidad, Tecnología y la Ley
- Comisión de Normas y Administración
- Comisión Selecta de Inteligencia

### Membresías en asambleas
- Asamblea Post-Escuela
- Asamblea Congresal NextGen 9-1-1

### Posiciones políticas

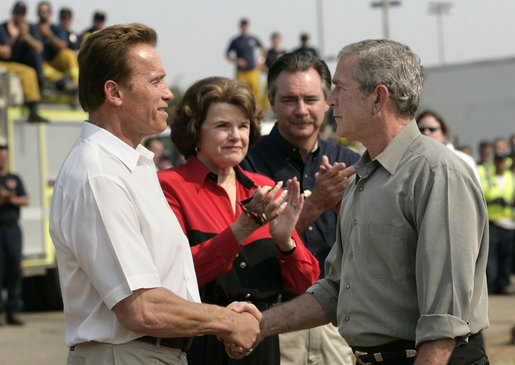
Feinstein con el entonces presidente George W. Bush y el entonces gobernador de California Arnold Schwarzenegger, 25 de octubre de 2007.

De acuerdo con el Los Angeles Times, Feinstein enfatizó su centrismo cuando se presentó a cargos estatales en la década de 1990, en un momento en el que California era más conservadora. Con el tiempo, se ha movido más hacia la izquierda, al mismo tiempo que California se convirtió en uno de los estados más demócratas.

#### Fuerzas Armadas
El 13 de junio de 1994, mientras pronunciaba el discurso de graduación en el Stanford Stadium, Feinstein dijo:

Es hora de un plan racional para la reconversión de la industria militar en lugar del cierre aleatorio de las bases y la cancelación gradual de los contratos en defensa. De lo contrario, corremos el riesgo de perder, tanto para el estado como para la nación, los mayores recursos de capital científico, técnico y humano jamás reunidos en la historia de la humanidad.

En 2017, Feinstein criticó la prohibición al reclutamiento de personas transgénero en el ejército bajo la administración Trump.

#### Seguridad nacional
En 2012, Feinstein votó a favor de la extensión de la Ley Patriótica y las disposiciones FISA.

#### Salud
Feinstein ha respaldado la Ley de Cuidado de Salud Asequible, votando repetidamente para derrotar iniciativas dirigidas contra ella.
Ha votado a favor de regular el tabaco como una droga; expandir el Programa de Seguro de Salud Infantil; anular el veto del presidente en sumar de 2 a 4 millones de niños a la elegibilidad de SCHIP; aumentar el reembolso de Medicaid por producir medicamentos genéricos; negociar compras masivas de medicamentos recetados por Medicare; permitiendo la reimportación de medicamentos de recetas médicas de Canadá; permitiendo a los pacientes demandar a las aseguradoras de salud y cobrar daños punitivos; incluyendo medicamentos recetados bajo Medicare; comprobación de recursos económicos para Medicare; etc. Ha votado contra la elección de Medicare, los recortes de impuestos y gastos del Presupuesto de Paul Ryan; permitir que los indígenas tribales opten por no recibir atención médica federal; etc. El registro de votaciones parlamentarias de Feinstein fue evaluado con un "88 %" por la Asociación Americana de Salud Pública (APHA), cifra que refleja ostensiblemente el porcentaje de tiempo en que la representante votó la posición preferida de la organización.
En una asamblea pública en abril de 2017 de San Francisco, Feinstein declaró que:

Si la atención médica de pagador único va a significar el control completo por parte del gobierno de toda la salud, no estoy allí.

En julio de 2017, durante una conferencia de prensa en la Universidad de California en San Diego, Feinstein estimó que la oposición demócrata sería suficiente para derrotar los intentos republicanos de derogar la Ley del Cuidado de Salud Asequible.
En agosto de 2017, escribió en un artículo de opinión que el presidente Trump podía asegurar la reforma de la salud si estaba dispuesto a comprometerse con los demócratas: "Ahora sabemos que un proceso tan cerrado en un tema importante como la atención médica no funciona. El único camino a seguir es un proceso transparente que permita a cada senador llevar sus ideas a la mesa".

#### Pena capital
Cuando Feinstein se postuló en 1990 por primera vez para un cargo estatal, se mostró a favor de la pena capital. En 2018, se opuso.

#### Subvenciones para combustibles limpios
Feinstein copatrocinó (junto con Tom Coburn, un republicano de Oklahoma) una enmienda a través del Senado a la Ley de Revitalización del Desarrollo Económico de 2011 que eliminaba el Crédito Tributario por Impuestos Especiales de Etanol Volumétrico. El Senado aprobó la enmienda el 16 de junio de 2011. Introducido en 2004, el subsidio otorgabaó un crédito de 45 centavos por galón sobre etanol puro y una tarifa de 54 centavos por galón sobre etanol importado. Los subsidios habían resultado en un gasto anual de 6 mil millones de dólares.

#### Nominaciones a la Corte Suprema
En septiembre de 2005, Feinstein fue una de los cinco senadores demócratas que votaron en contra del candidato a la Corte Suprema John Roberts en la Comisión de Justicia del Senado, diciendo que aún no estaba al tanto de las posturas de Roberts sobre ciertos temas como el aborto y el derecho a la muerte.
En enero de 2006, Feinstein declaró que votaría en contra del nominado a la Corte Suprema Samuel Alito, aunque expresó su desaprobación a un filibusterismo: "Cuando se trata de filibusterar un nombramiento en la Corte Suprema, de verdad hay que tener algo ahí afuera, ya sea una vileza moral o algo que salga a la superficie. Es un hombre con el que podría estar en desacuerdo, pero eso no significa que no deba estar en la corte".
El 12 de julio de 2009, expresó su convicción de que la candidata a la Corte Suprema Sonia Sotomayor fuese confirmada por el Senado de los Estados Unidos, alabándola por su experiencia y por superar la "adversidad y desventaja".
Después de que el presidente Obama nominara a Merrick Garland para la Corte Suprema en marzo de 2016, Feinstein se reunió con Garland el 6 de abril y luego pidió a los republicanos que le brindaran a "esta institución el crédito de sentarse y reunirse con él".
En febrero de 2017, Feinstein solicitó que el candidato a la Corte Suprema Neil Gorsuch proporcionara información sobre los casos en los que había ayudado en la toma de decisiones con respecto a litigios o elaboración de estrategias. A mediados de marzo, Feinstein envió una carta a Gorsuch indicando que su solicitud no había sido objeto de seguimiento. Feinstein anunció formalmente su oposición a su nombramiento el 3 de abril, citando su récord en el "Departamento de Justicia, su periodo en la judicatura, su comparecencia ante el Senado y sus preguntas escritas en registro".
Tras la nominación de Brett Kavanaugh al Tribunal Supremo de los Estados Unidos, Feinstein recibió una carta de Christine Blasey Ford el 30 de julio de 2018 en la que Ford acusaba a Kavanaugh de haberla agredido sexualmente en la década de 1980. Ford solicitó que su alegato se mantuviera confidencial. Feinstein no remitió la acusación al FBI hasta el 14 de septiembre de 2018, después de que la Comisión de Justicia del Senado completó sus audiencias sobre la nominación de Kavanaugh y "después de que las filtraciones a los medios sobre [la acusación de Ford] habían alcanzado un "punto álgido". Feinstein enfrentó un "agudo escrutinio" por su decisión de guardar silencio sobre la acusación de Ford durante varias semanas; Feinstein respondió y dijo que mantuvo la confidencialidad de la carta y la identidad de la acusadora porque Ford lo había solicitado así. Tras una audiencia adicional y una investigación complementaria del FBI, Kavanaugh fue confirmado ante el Tribunal Supremo el 6 de octubre de 2018.

#### Ventas de armas

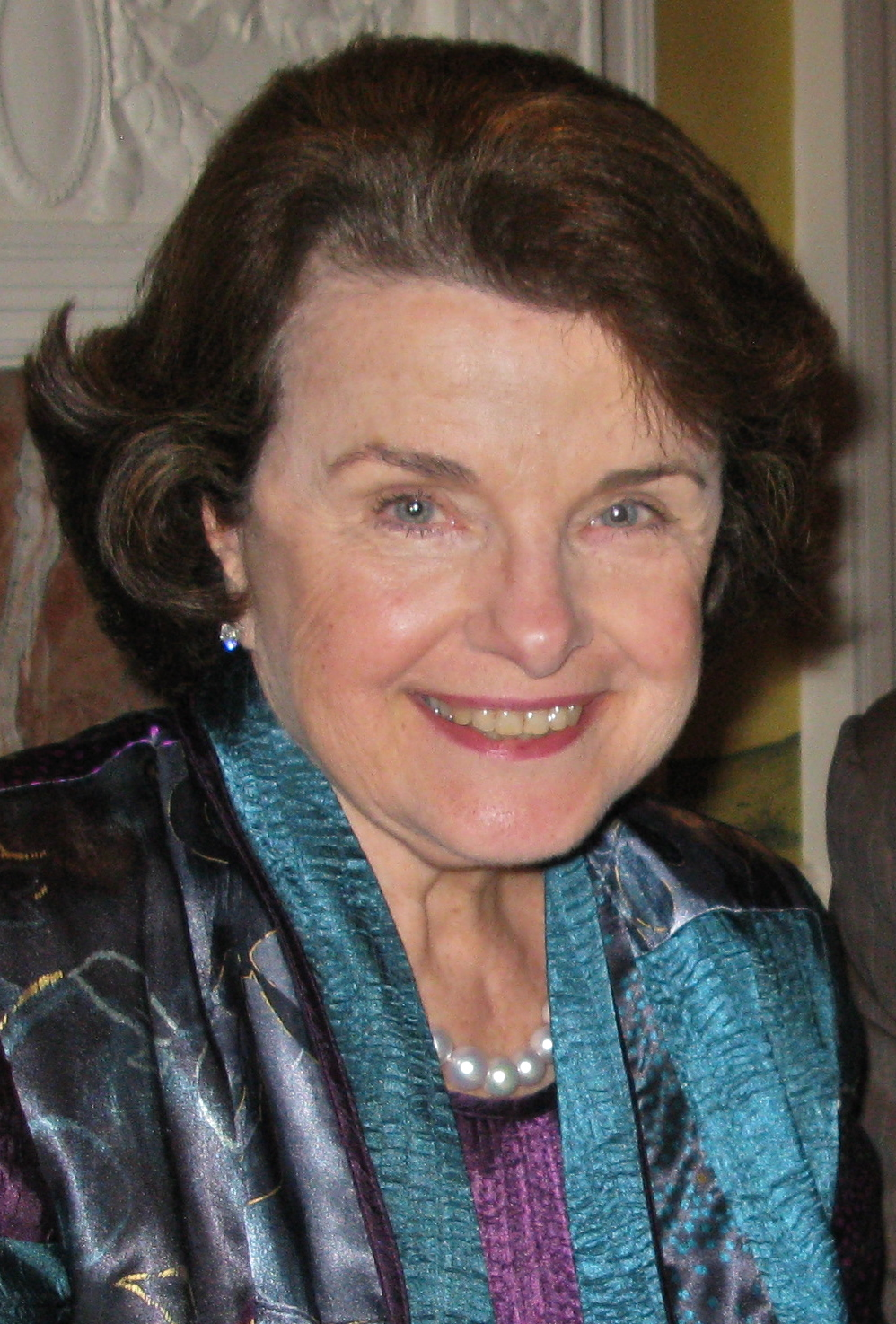
Feinstein en 2010, al organizar un evento en su casa al que asistieron cinco miembros del Senado de los Estados Unidos.

En septiembre de 2016, Feinstein respaldó el plan de la administración Obama de vender armas por valor de más de 1,15 mil millones de dólares a Arabia Saudita.

#### Vigilancia masiva; privacidad de los ciudadanos
El 12 de mayo de 2011, copatrocinó la ley PIPA. En enero de 2012, se reunió con representantes de empresas de tecnología, como Google y Facebook. Según un portavoz, Feinstein "está haciendo todo lo posible para garantizar que el proyecto de ley sea equilibrado y proteja los problemas de propiedad intelectual de la comunidad de contenido sin sobrecargar injustamente a empresas legítimas como los buscadores de Internet".
Después de su voto de 2012 para extender la Ley Patriótica y las disposiciones FISA, y después de las revelaciones de vigilancia masiva de 2013 que involucran a la Agencia de Seguridad Nacional (NSA), Feinstein promovió y apoyó medidas para continuar los programas de recolección de información. Foreign Policy escribió que tenía "una reputación de ser una defensora incondicional de las prácticas de la NSA y [de] la negativa de la Casa Blanca a respaldar las actividades de recolección dirigidas a líderes extranjeros"...
En octubre de 2013, criticó a la NSA por supervisar las llamadas telefónicas de líderes extranjeros amigos de los Estados Unidos. En noviembre de 2013, promovió el proyecto de ley de Mejoras de FISA, que incluía una "disposición secreta de búsqueda" que permitiría a las agencias de inteligencia continuar con ciertas búsquedas sin necesidad de garantías, siempre y cuando estén registradas y "disponibles para revisión" en varias agencias.
En junio de 2013, Feinstein calificó a Edward Snowden de "traidor" después de que sus filtraciones se hicieron públicas. En octubre del mismo año, declaró que se reafirmaba en esos comentarios.
Al mismo tiempo que elogiaba a la NSA, Feinstein había acusado a la CIA de husmear y eliminar archivos a través de las computadoras de los miembros del Congreso, diciendo: "La CIA no le preguntó a la Comisión ni a su personal si la Comisión tenía acceso a la revisión interna o cómo la obtuvimos. En su lugar, la CIA simplemente fue y buscó en la computadora de la Comisión". Ella afirmó que "la búsqueda de la CIA bien pudo haber violado los principios de separación de poderes consagrados en la Constitución de los Estados Unidos".
Después de la disputa de cifrado entre FBI y Apple de 2016, Feinstein, junto con Richard Burr, patrocinó un proyecto de ley que probablemente penalizaría todas las formas de cifrado sólido en la comunicación electrónica entre ciudadanos. El proyecto de ley exigiría a las empresas de tecnología que diseñen su encriptación para que puedan proporcionar a la policía los datos del usuario en un "formato inteligible" cuando sea requerido por orden judicial.

#### Prohibición de armas de asalto
Feinstein introdujo la Prohibición Federal de Armas de Asalto, que se convirtió en ley en 1994 y expiró en 2004. En enero de 2013, aproximadamente un mes después del tiroteo en la Escuela Primaria Sandy Hook, Feinstein y la Representante Carolyn McCarthy de Nueva York propusieron un proyecto de ley que "prohibiría la venta, transferencia, fabricación o importación de 150 armas de fuego específicas, incluidos rifles semiautomáticos o pistolas que pueden usarse con cargadores de municiones desmontables o fijos que contienen más de 10 rondas y tienen características específicas de estilo militar, que incluyen empuñaduras de pistola, lanzagranadas o lanzacohetes". El proyecto de ley habría eximido a 900 modelos de armas utilizadas para el deporte y la caza. Feinstein comentó en el proyecto de ley y dijo: "El hilo común en cada uno de estos tiroteos es que el hombre armado usó un arma de asalto semiautomática o cargadores con gran capacidad de municiones. Las armas de asalto militar solo tienen un propósito, y en mi opinión, es para el ejército". El proyecto de ley fracasó en una votación del Senado por 60 votos contra 40.

#### Marihuana medicinal
Feinstein votó a favor de la legislación para anular la prohibición del Departamento de Asuntos de Veteranos a permitir que los médicos recomienden cannabis a los veteranos en los estados que sancionan su uso como medicamento. La legislación fue aprobada por el Comité de Asignaciones del Senado el 21 de mayo de 2015. Sin embargo, fue la única demócrata que se unió a una minoría de republicanos en votar en contra de una medida diseñada para evitar la interferencia federal en las leyes de marihuana medicinal de los estados. Sin embargo, esa legislación fue aprobada con una votación de 21 a 9, el 18 de junio de 2015.

#### Inmigración
En septiembre de 2017, después de que el fiscal general Jeff Sessions anunciara la rescisión del programa de Acción Diferida para los Llegados en la Infancia, Feinstein admitió que la legalidad del programa era cuestionable y citó esto como una razón por la que se debía aprobar una ley. En enero de 2018, en su discurso inicial ante una audiencia de la Comisión de Justicia del Senado, Feinstein dijo que le preocupaba que pudiera haber una motivación racial en la decisión del gobierno de Trump de terminar el estado de protección temporal, basándose en los comentarios denigrantes que hizo sobre países africanos, así como sobre Haití y El Salvador.

#### Irán
En julio de 2015, Feinstein anunció su apoyo al marco del acuerdo nuclear de Irán, y tuiteó que el acuerdo daría lugar a "inspecciones sin precedentes e intrusivas para verificar la cooperación" por parte de Irán.
El 7 de junio de 2017, Feinstein y el senador Bernie Sanders emitieron declaraciones conjuntas instando al Senado a abstenerse de votar para imponer sanciones a Irán en respuesta a los ataques de Teherán que ocurrieron ese mismo día.

#### Corea del Norte
En julio de 2017, durante una aparición en Face the Nation luego de que Corea del Norte realizara una segunda prueba de un misil balístico intercontinental, Feinstein dijo que el país había demostrado ser un peligro para los Estados Unidos y manifestó su decepción por la falta de respuesta de China.
El 8 de agosto de 2017, en respuesta a los informes de que Corea del Norte había logrado una miniaturización exitosa de las ojivas nucleares, Feinstein emitió un comunicado en el que insistía en que el aislamiento de Corea del Norte había resultado ineficaz y la retórica del Presidente Trump no estaba ayudando en la resolución de un posible conflicto, pidiendo además que los Estados Unidos "comprometan rápidamente a Corea del Norte en un diálogo de alto nivel sin condiciones previas".
En septiembre de 2017, luego de que el presidente Trump pronunciara su primer discurso ante la Asamblea General de las Naciones Unidas en el que amenazaba a Corea del Norte, Feinstein emitió un comunicado discrepando de sus palabras: "La amenaza grandilocuente de Trump de destruir a Corea del Norte y su negativa a presentar caminos positivos hacia adelante en los muchos desafíos globales que enfrentamos son serias decepciones".

#### China
Feinstein apoya un enfoque conciliatorio entre China y Taiwán y fomentó un mayor diálogo entre representantes chinos de alto nivel y senadores estadounidenses durante su primer período como senadora. Cuando se le preguntó sobre su relación con Pekín, Feinstein dijo: 

A veces digo que en mi última vida tal vez fui china.

Feinstein ha criticado las pruebas de misiles de Pekín cerca de Taiwán y ha pedido el desmantelamiento de los misiles apuntados a la isla. Promovió lazos comerciales más fuertes entre China y Taiwán durante la confrontación, y sugirió que Estados Unidos con paciencia "utilice el comercio de doble vía a través del Estrecho de Taiwán como plataforma para un mayor diálogo político y vínculos más estrechos".
Cree que una integración económica más profunda a través del Estrecho "llevará un día a la integración política y, en última instancia, proporcionará la solución" al asunto de Taiwán.
El 27 de julio de 2018, surgieron informes de que un miembro chino de su personal que trabajó como el conductor personal, recadero y enlace de Feinstein con la comunidad asiático-americana durante 20 años, fue sorprendido reportando al Ministerio de Seguridad Estatal de China. Según los informes, Feinstein fue contactada por el FBI hace cinco años para advertirle sobre el empleado sospechoso. El empleado fue entrevistado posteriormente por las autoridades y Feinstein lo obligó a retirarse. No se presentaron cargos penales contra el individuo.

#### Tortura
Feinstein ha servido en la Comisión Selecta de Inteligencia del Senado desde antes del 11 de septiembre y su periodo en el comité ha coincidido con el Informe del Senado sobre Inteligencia de Preguerra en Irak y los debates sobre la tortura/"interrogatorio mejorado" de terroristas y presuntos terroristas. Hablando en el Senado el 9 de diciembre de 2014, el día en que partes del informe de la Comisión de Inteligencia del Senado sobre la torturas de la CIA fueron revelados al público, Feinstein dijo que el programa de detención e interrogatorio del gobierno era una "mancha en nuestros valores y en nuestra historia", tras la publicación de 600 páginas desclasificadas de un informe de 6000 páginas sobre los métodos de la CIA.
- Wikisource contiene obras originales de o sobre Dianne Feinstein.

#### Divulgación de la transcripción de la entrevista con Fusion GPS interview
El 9 de enero de 2018, Feinstein causó gran revuelo cuando ella, como miembro principal del Comité de Justicia del Senado, publicó una transcripción de la entrevista que tuvo la Comisión en agosto de 2017 con el cofundador de Fusion GPS, Glenn Simpson, sobre el expediente relacionado con las conexiones entre la campaña del presidente y el gobierno ruso. Hizo esto unilateralmente después de que el presidente de la Comisión, Chuck Grassley, se negara a publicar la transcripción del testimonio de Simpson.

### Política presidencial

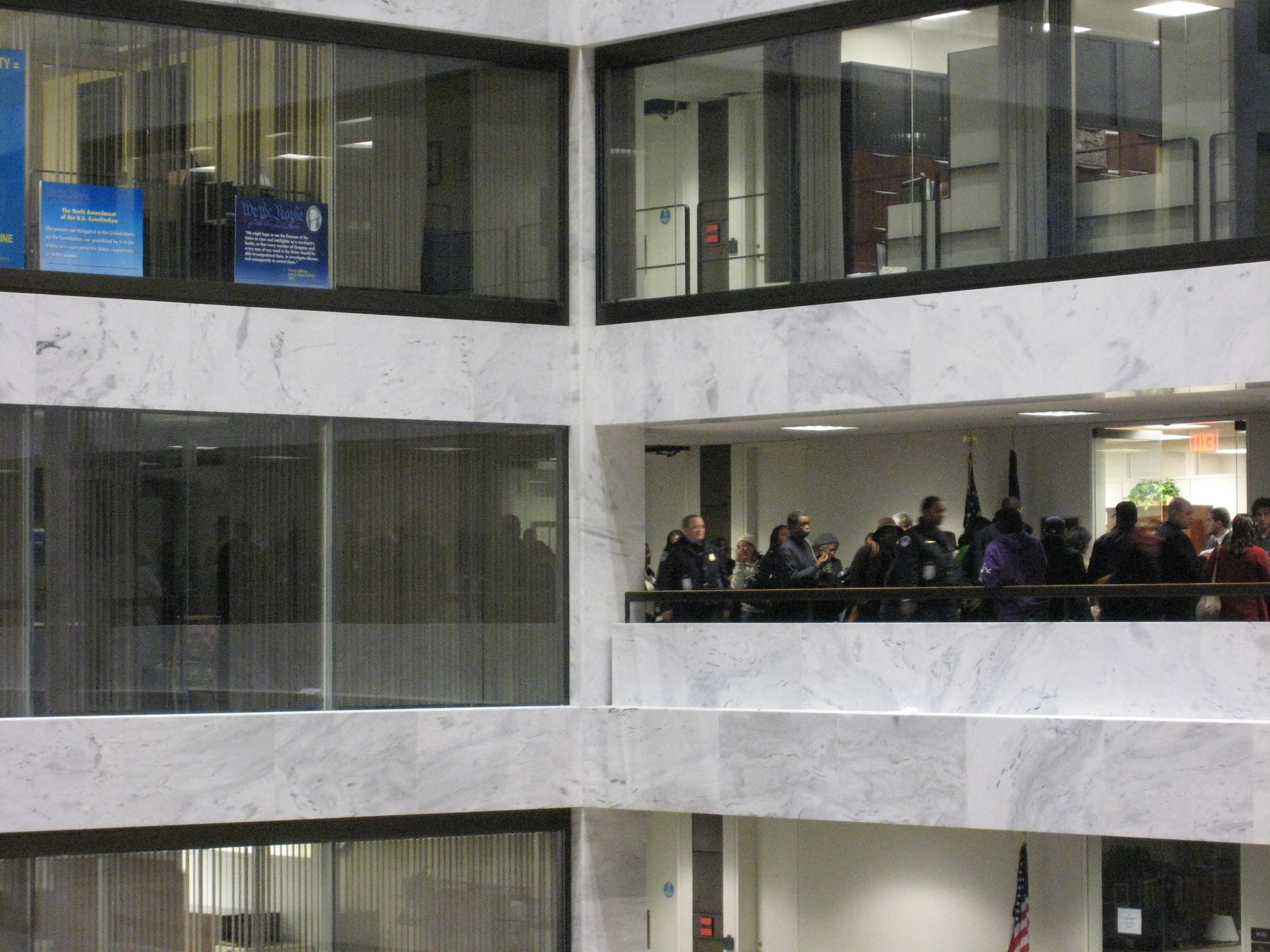
La cola de 2009 afuera de la oficina de Feinstein por boletos no reclamados para la primera investidura de Barack Obama

Como superdelegada en las primarias presidenciales demócratas de 2008, Feinstein había declarado que apoyaría a Hillary Clinton para la nominación presidencial demócrata. Sin embargo, una vez que Barack Obama se convirtió en el presunto candidato del partido, respaldó por completo su candidatura. Días después de que Obama reuniera suficientes delegados para ganar la nominación del Partido Demócrata, Feinstein les prestó a Clinton y Obama su casa de Washington D. C. para tener una reunión privada cara a cara.
Feinstein no asistió a la Convención Nacional Demócrata de 2008 en Denver porque se había caído y fracturado un tobillo a principios de mes.
Presidió el Comité Conjunto del Congreso de los Estados Unidos sobre Ceremonias de Investidura, y actuó como maestra de ceremonias, presentando a cada participante en la investidura presidencial de 2009.
De cara a las elecciones presidenciales de 2016, la senadora Feinstein fue una de las dieciséis senadoras demócratas que firmaron una carta, el 20 de octubre de 2013, respaldando a Hillary Clinton como la nominada demócrata.
Al acercarse las elecciones presidenciales de 2020, la senadora Feinstein manifestó su apoyo al potencial candidato y exvicepresidente Joe Biden. Esto sorprendió a muchos expertos, debido a la posible candidatura de su colega senadora de California Kamala Harris, de quien Feinstein dijo: "Soy una gran admiradora de la senadora Harris y trabajo con ella. Pero es nueva aquí, así que lleva un poco de tiempo conocer a alguien".

## Premios y honores
El 4 de junio de 1977, fue galardonada con el grado honorario de Doctora en Leyes de la Universidad Golden Gate en San Francisco.
Fue galardonada por Francia con la Legión de Honor en 1984.
Recibió el Premio Woodrow Wilson al servicio público por parte del Centro Woodrow Wilson de la Institución Smithsonian el 3 de noviembre de 2001, en Los Ángeles.
En 2002, ganó el Premio Nathan Davis de la Asociación Médica Americana por "la mejora de la salud pública".
En 2015, fue nombrada como una de las 50 de The Forward.

## Cargos ocupados
| Cargos públicos | Cargos públicos | Cargos públicos  | Cargos públicos | Cargos públicos        | Cargos públicos          |
| Cargo           | Tipo            | Ubicación        | Elegida         | Inicio de periodo      | Fin del periodo          |
| --------------- | --------------- | ---------------- | --------------- | ---------------------- | ------------------------ |
| Alcaldesa       | Ejecutivo       | San Francisco    | N/A             | 4 de diciembre de 1978 | 8 de enero de 1980       |
| Alcaldesa       | Ejecutivo       | San Francisco    | 1979            | 8 de enero de 1980     | 8 de enero de 1984       |
| Alcaldesa       | Ejecutivo       | San Francisco    | 1983            | 8 de enero de 1984     | 8 de enero de 1988       |
| Senadora        | Legislativo     | Washington D. C. | 1992            | 4 de noviembre de 1992 | 3 de enero de 1995       |
| Senadora        | Legislativo     | Washington D. C. | 1994            | 3 de enero de 1995     | 3 de enero de 2001       |
| Senadora        | Legislativo     | Washington D. C. | 2000            | 3 de enero de 2001     | 3 de enero de 2007       |
| Senadora        | Legislativo     | Washington D. C. | 2006            | 3 de enero de 2007     | 3 de enero de 2013       |
| Senadora        | Legislativo     | Washington D. C. | 2012            | 3 de enero de 2013     | 3 de enero de 2019       |
| Senadora        | Legislativo     | Washington D. C. | 2018            | 3 de enero de 2019     | 28 de septiembre de 2023 |

| Servicio en el Senado de los Estados Unidos | Servicio en el Senado de los Estados Unidos | Servicio en el Senado de los Estados Unidos | Servicio en el Senado de los Estados Unidos | Servicio en el Senado de los Estados Unidos | Servicio en el Senado de los Estados Unidos                      | Servicio en el Senado de los Estados Unidos |
| Fechas                                      | Congreso                                    | Cámara                                      | Mayoría                                     | Presidente                                  | Comisiones                                                       | Clase                                       |
| ------------------------------------------- | ------------------------------------------- | ------------------------------------------- | ------------------------------------------- | ------------------------------------------- | ---------------------------------------------------------------- | ------------------------------------------- |
| 1993–1995                                   | 103°                                        | Senado                                      | Demócrata                                   | Bill Clinton                                | Asignaciones, Justicia, Reglas                                   | 1                                           |
| 1995–1997                                   | 104°                                        | Senado                                      | Republicana                                 | Bill Clinton                                | Relaciones Exteriores, Justicia, Reglas                          | 1                                           |
| 1997–1999                                   | 105°                                        | Senado                                      | Republicana                                 | Bill Clinton                                | Asignaciones, Justicia, Reglas                                   | 1                                           |
| 1999–2001                                   | 106°                                        | Senado                                      | Republicana                                 | Bill Clinton                                | Asignaciones, Justicia, Reglas                                   | 1                                           |
| 2001–2003                                   | 107°                                        | Senado                                      | Demócrata                                   | George W. Bush                              | Asignaciones, Justicia, Energía, Reglas, Inteligencia            | 1                                           |
| 2003–2005                                   | 108°                                        | Senado                                      | Republicana                                 | George W. Bush                              | Asignaciones, Justicia, Energía, Reglas, Inteligencia            | 1                                           |
| 2005–2007                                   | 109°                                        | Senado                                      | Republicana                                 | George W. Bush                              | Asignaciones, Justicia, Energía, Reglas, Inteligencia            | 1                                           |
| 2007–2009                                   | 110°                                        | Senado                                      | Demócrata                                   | George W. Bush                              | Asignaciones, Justicia, Reglas (presidenta), Inteligencia        | 1                                           |
| 2009–2011                                   | 111°                                        | Senado                                      | Demócrata                                   | Barack Obama                                | Asignaciones, Justicia, Reglas, Inteligencia (presidenta)        | 1                                           |
| 2011–2013                                   | 112°                                        | Senado                                      | Demócrata                                   | Barack Obama                                | Asignaciones, Justicia, Reglas, Inteligencia (presidenta)        | 1                                           |
| 2013–2015                                   | 113°                                        | Senado                                      | Demócrata                                   | Barack Obama                                | Asignaciones, Justicia, Reglas, Inteligencia (presidenta)        | 1                                           |
| 2015–2017                                   | 114°                                        | Senado                                      | Republicana                                 | Barack Obama                                | Asignaciones, Justicia, Reglas, Inteligencia (vicepresidenta)    | 1                                           |
| 2017–2019                                   | 115°                                        | Senado                                      | Republicana                                 | Donald Trump                                | Asignaciones, Justicia (miembro principal), Reglas, Inteligencia | 1                                           |

## Vida personal
Feinstein ha estado casada tres veces. 
En 1956, se casó con Jack Berman (fallecido en 2002), quien trabajaba en la Oficina del Fiscal del Distrito de San Francisco. Ella y Berman se divorciaron tres años después. Su hija, Katherine Feinstein Mariano (n. 1957), fue la presidenta de la Corte Superior de San Francisco durante doce años, hasta 2012.
En 1962, poco después de comenzar su carrera en política, Feinstein se casó con su segundo esposo, el neurocirujano Bertram Feinstein, quien murió de cáncer de colon en 1978. 
En 1980, se casó con Richard C. Blum, un banquero de inversiones. 
En 2003, Feinstein se clasificó como la quinta senadora más rica, con un patrimonio neto estimado de 26 millones de dólares estadounidenses. Para 2005, su patrimonio neto había aumentado a entre 43 millones y 99 millones de dólares estadounidenses. Su declaración de divulgación financiera de 347 páginas, caracterizada por el San Francisco Chronicle como "casi del tamaño de una guía telefónica", dibuja líneas claras entre sus activos y los de su esposo, con muchos de sus activos en fideicomisos ciegos.
En enero de 2017, Feinstein llevaba un marcapasos cardíaco artificial insertado en el Hospital Universitario George Washington.